# Mečislovas Gedvilas
Mečislovas Gedvilas (ur. 19 listopada 1901 w Bubiach pod Szawlami, zm. 15 lutego 1981 w Wilnie) – litewski polityk komunistyczny, pierwszy szef rządu Litwy radzieckiej (1940–1956).

## Życiorys
Po ukończeniu szkoły średniej studiował w seminarium nauczycielskim, następnie pracował jako nauczyciel w Połądze (1923–1927), w 1926 został aresztowany i zwolniony. Od 1931 do 1940 roku kierował Kasą Chorych w Telszach. W 1934 roku przystąpił do nielegalnej Komunistycznej Partii Litwy.
14 lipca 1940 wybrano go deputowanym do Sejmu Ludowego Litwy, którego został wiceprzewodniczącym. W 1940 piastował również stanowisko ministra spraw wewnętrznych w pierwszym rządzie komunistycznym.
Po przystąpieniu Litwy do ZSRR 25 sierpnia 1940 mianowano go przewodniczącym Rady Komisarzy Ludowych, od 1946 roku sprawował urząd premiera Litewskiej SRR (do 16 stycznia 1956). Od 15 sierpnia 1940 do 24 stycznia 1956 członek Biura KC Komunistycznej Partii (bolszewików) Litwy/Komunistycznej Partii Litwy, od 14 października 1952 do 14 lutego 1956 zastępca członka KC KPZR. Deputowany do Rady Najwyższej ZSRR od 1. do 5. kadencji i 7. kadencji. Jest symbolem pierwszych lat sowietyzacji Litwy.
W 1956 roku odsunięty na boczny tor, do 1973 roku kierował resortem edukacji w rządach Motiejusa Šumauskasa i Juozasa Maniušisa.

## Odznaczenia
- Order Lenina
- Order Wojny Ojczyźnianej I klasy
- Order Wojny Ojczyźnianej II klasy
- Order Przyjaźni Narodów (1976)